# فوکه-وولف اف‌و ۴۴
فوکه-وولف اف‌و ۴۴ اشتیگلیتز ("سهره") یک هواگرد دوباله تک‌موتوره دو سرنشین از نوع آموزشی و ورزشی ساخت شرکت فوکه-وولف در دهه ۱۹۳۰ میلادی در آلمان بود. این هواگرد نخستین پروازش را در سال ۱۹۳۲ انجام داد.

## طراحی و توسعه

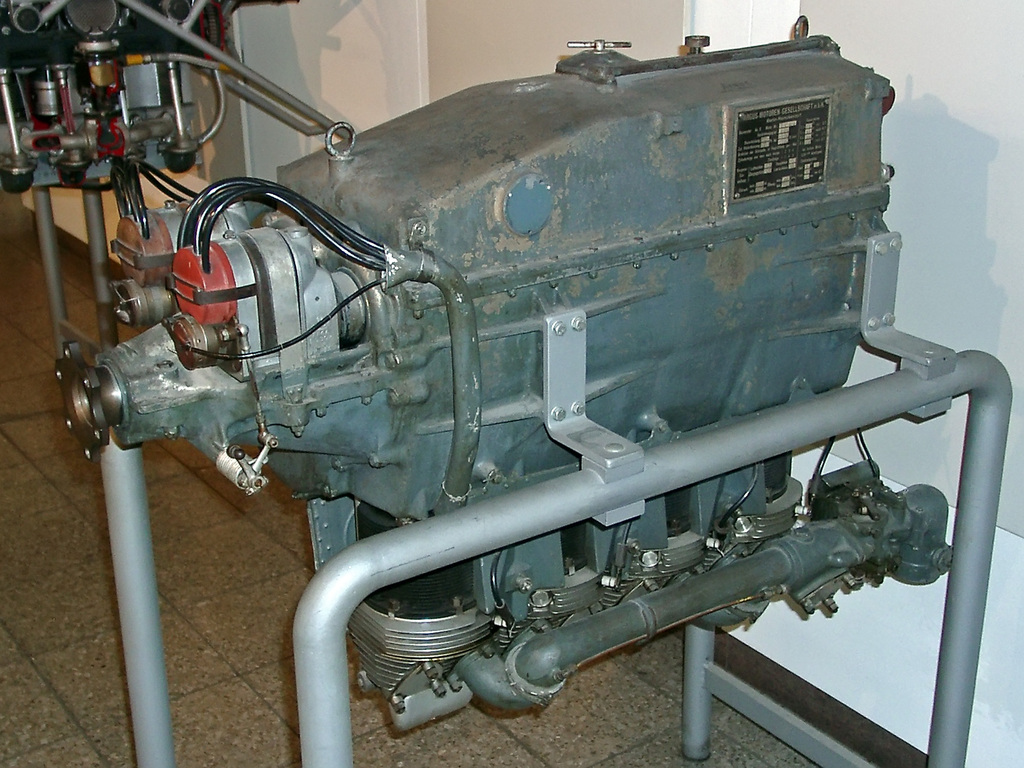
موتور فوکه-وولف اف‌و ۴۴

اف‌و ۴۴ به شکل سنتی و با پیکربندی دوباله‌های مستقیم طراحی شد. ساختار فلزی بدنه با یک لایه فلزی دیگر و پارچه پوشانده شده بود. بال ها چوبی هواگرد نیز دارای پوششی از تخته سه لایه و پارچه بودند. اتاقک خلبان سر باز و جایگاه سرنشینان به صورت پشت سر هم قرار گرفته بود و هر دو جایگاه مجهز به ادوات کنترل و ابزار پرواز بودند. اف‌و ۴۴ چرخ دم و با ارابه فرود ثابت بود. این هواگرد از شهپر در هر دو بال بالایی و پایین استفاده می‌کرد. در آن از برآافزا استفاده نشده بود. نیرو محرکه اف‌و ۴۴ را موتور شعاعی زیمنس-هالسکه ش ۱۴ تأمین می‌کرد.
اولین پیش‌نمونه نخستین بار در سال ۱۹۳۲ به پرواز درآمد اما عملکرد آن رضایت بخش نبود. پس از چندین بار پرواز آزمایشی به خلبانی کورت تانک، طراح ارشد فوکه-وولف و اصلاحات برای افزایش دوام هواگرد و ارتقا آیرودینامیکی آن، هواگرد نهایی ثابت کرد که دارای عملکرد مطلوبی است.
نسخه دوم با عنوان اف‌و ۴۴بی دارای موتور ۴ سیلندر آرگوس آاِس ۸ خنک شونده با هوا با توان ۱۲۰ اسب بخار بود. این موتور شکل بیرونی باریک تری داشت و ظرفت آیرودینامیکی بیشتری به هواگرد می‌بخشید.
۲۰ فروند اف‌و ۴۴ که توسط چینی‌ها خریداری شده بود برای علمیات رزمی اصلاحاتی به خود دید و در مرحله اولیه جنگ دوم چین و ژاپن و تا انهدام همه آن‌ها مشارکت کردند.
آخرین نسخه اف‌و ۴۴جِی نام گرفت که به چندین کشور در سراسر جهان فروخته یا تحت لیسانس در آن‌ها تولید شد. این مدل مجهز به موتور شعاعی هفت سیلندر زیمنس-هالسکه ش ۱۴ بود.
از بدنه اف‌و ۴۴ به عنوان پایه طراحی بالگرد اف‌و ۶۱ که گفته می شود نخستین بالگرد عملیاتی تاریخ بوده است، استفاده شد.

## تاریخچه عملیاتی
گفته شده است این هواگرد معروف ترین هواگرد فوکه-وولف پس از اف‌و ۱۹۰ بود. از اف‌و ۴۴ علاوه بر مقاصد غیرنظامی در تمامی طول جنگ جهانی دوم در چندین واحد آموزش خلبانان نیروی هوایی آلمان استفاده شد. این هواگرد بیشتر شهرت خود را از انجام حرکات آکروباتیک کسب کرد. عملکرد اف‌و 44 به اندازه ای خوب بود که با توجه به حجم بالای سفارش ها ظرفیت کارخانه فوکه-وولف برای تولید آن کافی نبود به همین جهت کارخانه های دیگر آلمانی نیز شروع به تولید تحت لیسانس آن کردند. علاوه بر استفاده در آلمان چندین فروند از اف‌و ۴۴ به بولیوی، شیلی، چین، چکسلواکی، فنلاند رومانی و سوئیس فروخته شد و برخی نیز تحت لیسانس در اتریش، آرژانتین، بلغارستان، برزیل و سوئد تولید گردید.

## انواع

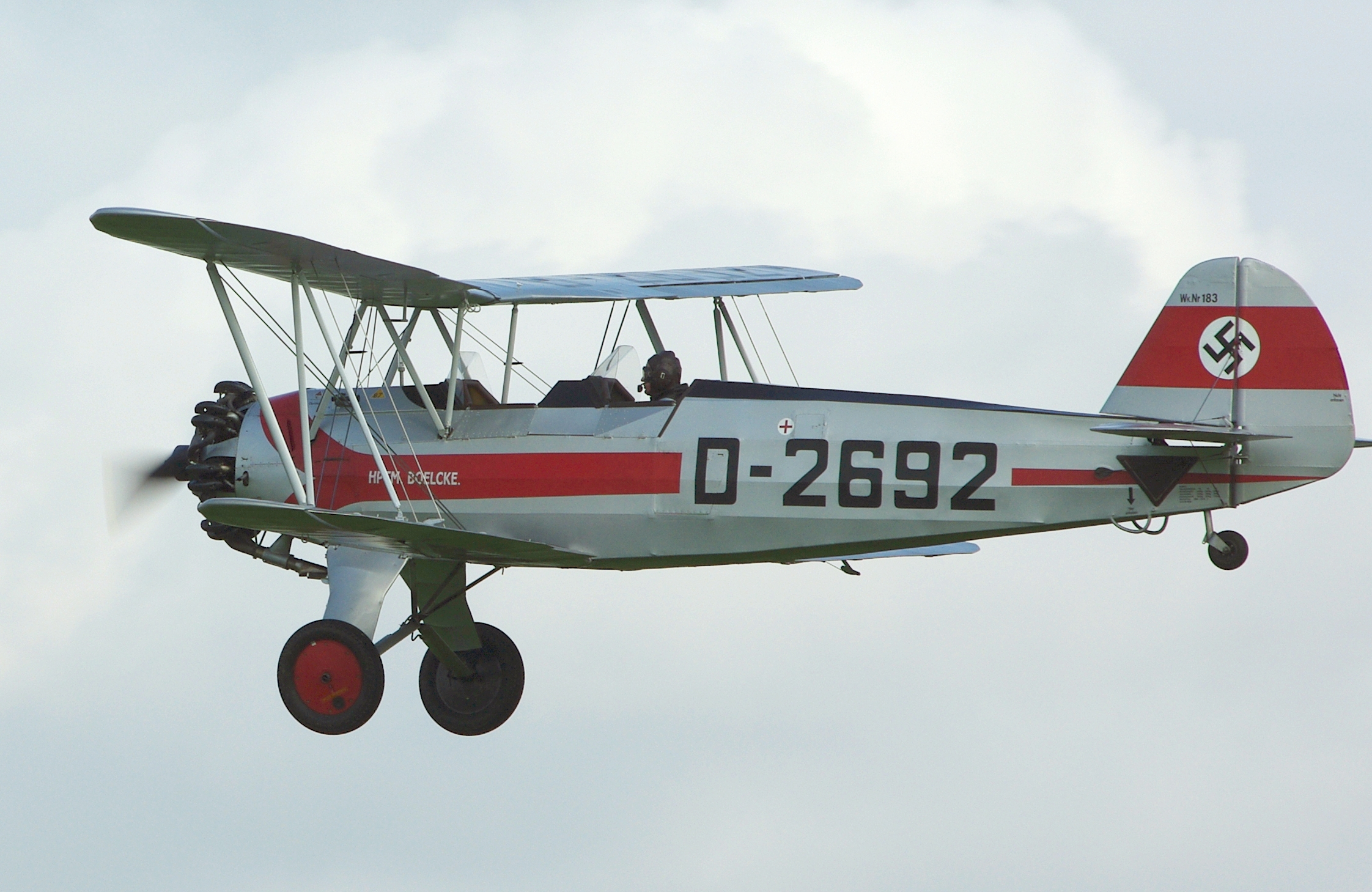

- اف‌و ۴۴اِی: پیش‌نمونه اول با موتور زیمنس-هالسکه ش ۱۴آ جهت انجام آزمایش ها، نخستین پرواز در تابستان ۱۹۳۲
- اف‌و ۴۴بی: نخستین نسخه تولید، مجهز به موتور ۴ سیلندر آرگوس آاِس ۸، تعداد اندکی تولید شد[۲]
- اف‌و ۴۴سی: نسخه اصلی تولید با تغییرات جزئی، مجهز به موتور هفت سیلندر پیستونی زیمنس-هالسکه ش ۱۴آ
- اف‌و ۴۴دی
- اف‌و ۴۴ایی
- اف‌و ۴۴اف
- اف‌و ۴۴جِی: نسخه تولید نهایی، مجهز به موتور هفت سیلندر پیستونی زیمنس-هالسکه ش ۱۴آ

## کاربران

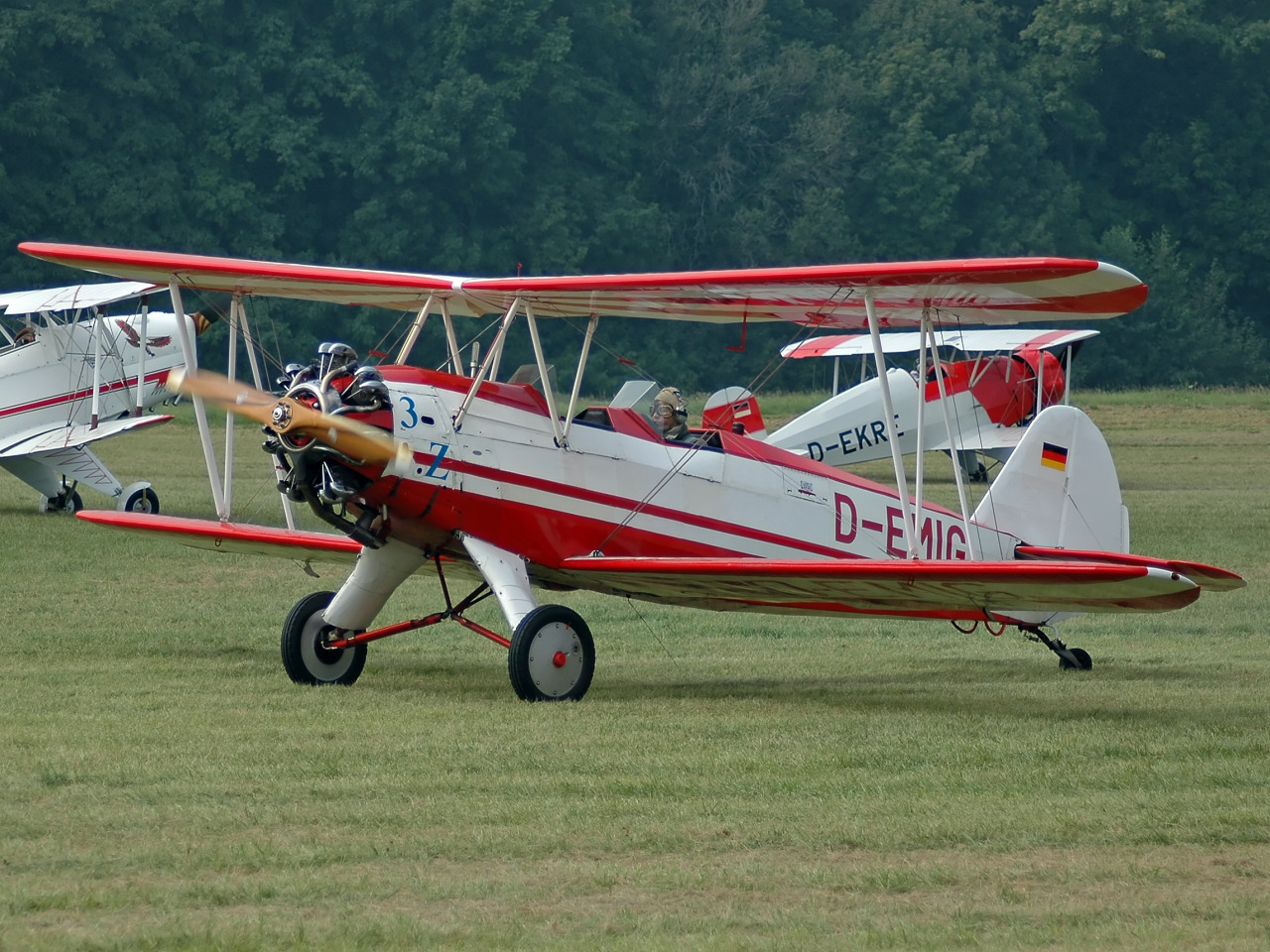
اف‌و ۴۴جِی در سال ۲۰۰۵

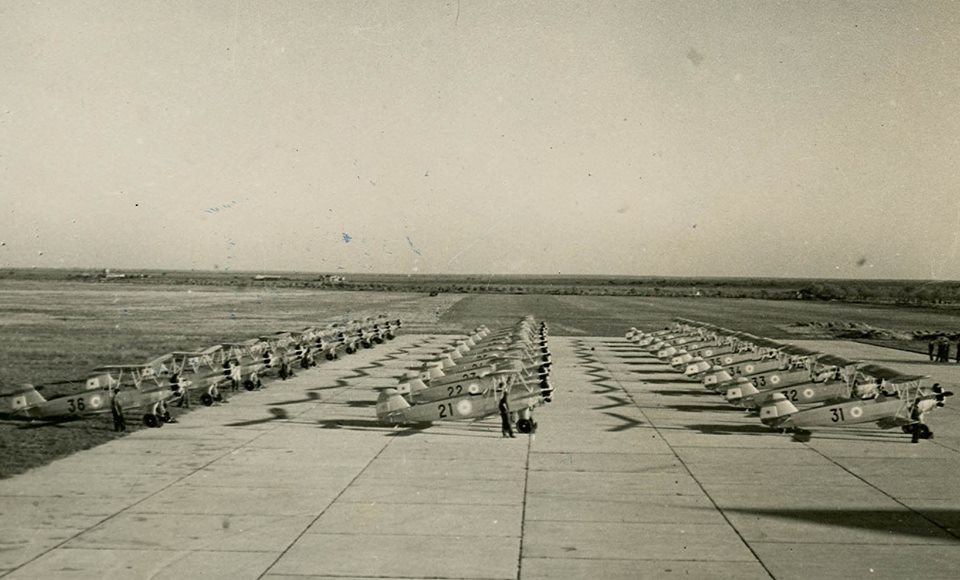
اف‌و ۴۴ در آرژانتین، ۱۹۳۷

آرژانتین: نیروی هوایی آرژانتین - نیروی دریایی آرژانتین: تولید تحت لیسانس بین سال‌های ۱۹۳۷ و ۱۹۴۲
 اتریش: نیروی هوایی اتریش: تولید تحت لیسانس
 بولیوی: نیروی هوایی بولیوی: یک هواگرد در نوامبر سال ۱۹۳۷ دریافت شد
 برزیل: نیروی هوایی برزیل - نیروی دریایی برزیل
 بلغارستان: نیروی هوایی بلغارستان: تولید تحت لیسانس
 چین: نیروی هوایی جمهوری چین
 شیلی: نیروی هوایی شیلی: ۱۵ هواگرد در فوریه ۱۹۳۸ دریافت شد
 کلمبیا: نیروی هوایی کلمبیا
 چکسلواکی: نیروی هوایی چکسلواکی (پس از جنگ)
 فنلاند: نیروی هوایی فنلاند
 آلمان: لوفتوافه
 مجارستان: نیروی هوایی مجارستان
 لهستان: نیروی هوایی لهستان
 رومانی: نیروی هوایی سلطنتی رومانی
 اسلواکی: نیروی هوایی اسلواکی
 اسپانیا: نیروی هوایی اسپانیا
 سوئد: نیروی هوایی سوئد: تولید تحت لیسانس
 سوئیس: نیروی هوایی سوئیس
 ترکیه
 یوگسلاوی: نیروی هوایی یوگسلاوی (پس از جنگ)

## مشخصات فنی (اف‌و ۱۸۹ اِی-۱)

### مشخصات عمومی
- خدمه: ۲ نفر (خلبان و هنرآموز[۲])
- طول: ۷٫۳ متر
- طول بال: ۹ متر
- ارتفاع: ۲٫۷ متر
- مساحت بال: ۲۰ متر مربع
- وزن خالی: ۵۶۵ کیلوگرم
- وزن بارگزاری شده: ۸۷۰ کیلوگرم
- نیرومحرکه: یک موتور پیستونی ۷ سیلندر زیمنس-هالسکه ش ۱۴اِی-۴ خنک شونده با هوا: ۱۵۰اسب بخار (۱۱۰ کیلووات)
- ملخ: دو تیغه چوبی با زاویه ثابت و قطر ۲٫۲۵ متر

### عملکرد
- حداکثر سرعت: ۱۸۵ کیلومتر بر ساعت
- پایاسیر: ۱۷۲ کیلومتر بر ساعت
- سرعت فرود: ۷۴ کیلومتر بر ساعت
- مسافت فرود: ۱۴۰ متر
- مسافت برخاستن: ۱۴۰ متر
- برد: ۶۷۵ کیلومتر
- پایداری در هوا: چهار و نیم ساعت
- حداکثر ارتفاع: ۳۹۰۰ متر
- سرعت صعود: ۳٫۴ متر بر ثانیه، ۱۰۰۰ متر در ۵ دقیقه و ۳۰ ثانیه، ۳۰۰۰ متر در ۲۳ دقیقه و ۳۶ ثانیه
- مصرف سوخت: ۰٫۲ لیتر بر کیلومتر